# Adventice (histologie)
Pour les articles homonymes, voir Adventice (homonymie).
En anatomie, l'adventice est une couche entourant un organe, notamment certains vaisseaux sanguins et d'autres conduits tels l'œsophage, et le reliant au tissu environnant. Cette tunique est généralement composée de fibroblastes orientés longitudinalement et de fibres de collagène associées.

## Histologie
L'adventice est constituée de deux réseaux :
- les vasa vasorum, qui sont un ensemble de petits vaisseaux,
- les nervi vasorum, qui sont de petits nerfs.

## Pathologies de l'adventice
Une maladie rare, non-artériosclérotique, est dégénérescence kystique de l'adventice (confirmée par l'échographie qui montre le degré de sténose de l’artère, la tomodensitométrie et l’imagerie par résonance magnétique pouvant préciser le diagnostic, associée à une claudication intermittente, touchant les hommes jeunes et d’âge moyen sans facteurs de risque cardiovasculaire. Les kystes en réduisant la lumière vasculaire (de l'artère poplitée dans 85 % des cas), par compression excentrique, freinent le débit sanguin dans l'adventice, causant une douleur à l'effort) sont uniloculaires ou multiloculaires et emplis de mucoprotéines et d'acide hyaluronique. Les kystes ont souvent une localisation unilatérale,,. Les causes sont encore discutées ; les principales hypothèses étant :
- des traumatismes répétés[5] ;
- une origine synoviale (car biochimiquement et histologiquement, le kyste ressemble à un ganglion)[6] ;
- la résultante d'une dégénérescence systémique myxomateuse due à la généralisation d'une maladie du tissu conjonctif[1] ;
- la résultante d'une intégration anormale de cellules mésenchymateuses dans les vaisseaux lors du développement embryonnaire[5].